# Lieding
Lieding ist eine Ortschaft in der Stadtgemeinde Straßburg in Kärnten. Die Ortschaft hat 5 Einwohner (Stand 1. Jänner 2025).

## Lage
Lieding liegt linksseitig im Gurktal, westlich von Straßburg-Stadt, auf einer Terrasse oberhalb des Langwiesenbachs. Früher wurden auch einige östlich unterhalb am Langwiesenbach befindliche Häuser zu Lieding gezählt. Doch seit sich Straßburg-Stadt bis nach Lieding ausgedehnt hat, werden nur mehr die Pfarrkirche Hl. Margaretha (Listeneintrag), der zugehörige Pfarrhof (Listeneintrag) sowie ein Bauernhof mit Wirtschaftsgebäude als zu Lieding gehörend betrachtet.

## Geschichte
Römerzeitliche Funde, wie ein Meilenstein und Münzen, legen nahe, dass Lieding schon zur Zeit der Antike besiedelt war.
Der Ort wurde 975 erstmals urkundlich erwähnt. Kaiser Otto II. verlieh Gräfin Imma das Privileg, in Liubedinga, in Lieding, einen Markt und eine Münzstätte zu errichten sowie Marktzoll zu erheben. Dieses Recht wurde auf ein zu dieser Zeit in Gründung befindliches Kloster übertragen. Es ist nicht bekannt, ob die Gründung des Klosters und der zugehörigen, der hl. Maria geweihten Kirche abgeschlossen wurde, oder ob dieses Vorhaben schon zuvor an der Eigenkirchenpolitik der Salzburger Erzbischöfe gescheitert ist.
1043 wurde die Liedinger Kirche von Hemma von Gurk, der Nachfahrin Immas, am heutigen Standort neu gegründet. 1131 wurde sie Pfarrkirche. Nach einem Brand im Jahr 1200, nach dem vom ursprünglichen Bau nur das Portal erhalten geblieben ist, wurde der Kirchenbau neu errichtet. Unter Bischof Gerold (reg. 1326–1333) wurde Lieding dem Kollegiatkapitel Straßburg unterstellt, die Pröpste von Straßburg waren über lange Zeit auch Inhaber der reichen Pfarre Lieding.
Im späten 15. Jahrhundert, zur Zeit der Türkeneinfälle, wurde Lieding zur Verteidigung eingerichtet. Kirche, Karner, Pfarrhof und Wirtschaftsgebäude bildeten eine Verteidigungsanlage. Die Mauern aus dieser Zeit sind nicht erhalten geblieben, lediglich die eisenbeschlagenen Türen des Pfarrhofs zeugen noch von der einstigen Wehrhaftigkeit.
Bei Grabungsarbeiten 1869 wurden Mauerreste gefunden, die als vom Klosterbau stammend gedeutet wurden.
Seit der Gründung der Ortsgemeinden Mitte des 19. Jahrhunderts gehört Lieding zur Gemeinde Straßburg.

## Bevölkerungsentwicklung
Für die Ortschaft ermittelte man folgende Einwohnerzahlen:
- 1869: 14 Häuser, 99 Einwohner[2]
- 1880: 15 Häuser, 108 Einwohner[3]
- 1890: 13 Häuser, 97 Einwohner[4]
- 1900: 12 Häuser, 99 Einwohner[5]
- 1910: 13 Häuser, 108 Einwohner[6]
- 1923: 13 Häuser, 104 Einwohner[7]
- 1934: 93 Einwohner[8]
- 1951: 19 Häuser, 158 Einwohner[9]
- 1961: 12 Häuser, 61 Einwohner[10]
- 2001: 3 Gebäude (davon 1 mit Hauptwohnsitz) mit 4 Wohnungen; 4 Einwohner und 0 Nebenwohnsitzfälle; 1 Haushalt; 0 Arbeitsstätten, 3 land- und forstwirtschaftliche Betriebe[11]
- 2011: 2 Gebäude, 2 Einwohner, 1 Haushalt, 0 Arbeitsstätten[12]
- 2021: 3 Gebäude, 5 Einwohner, 2 Haushalte, 1 Arbeitsstätte[13]

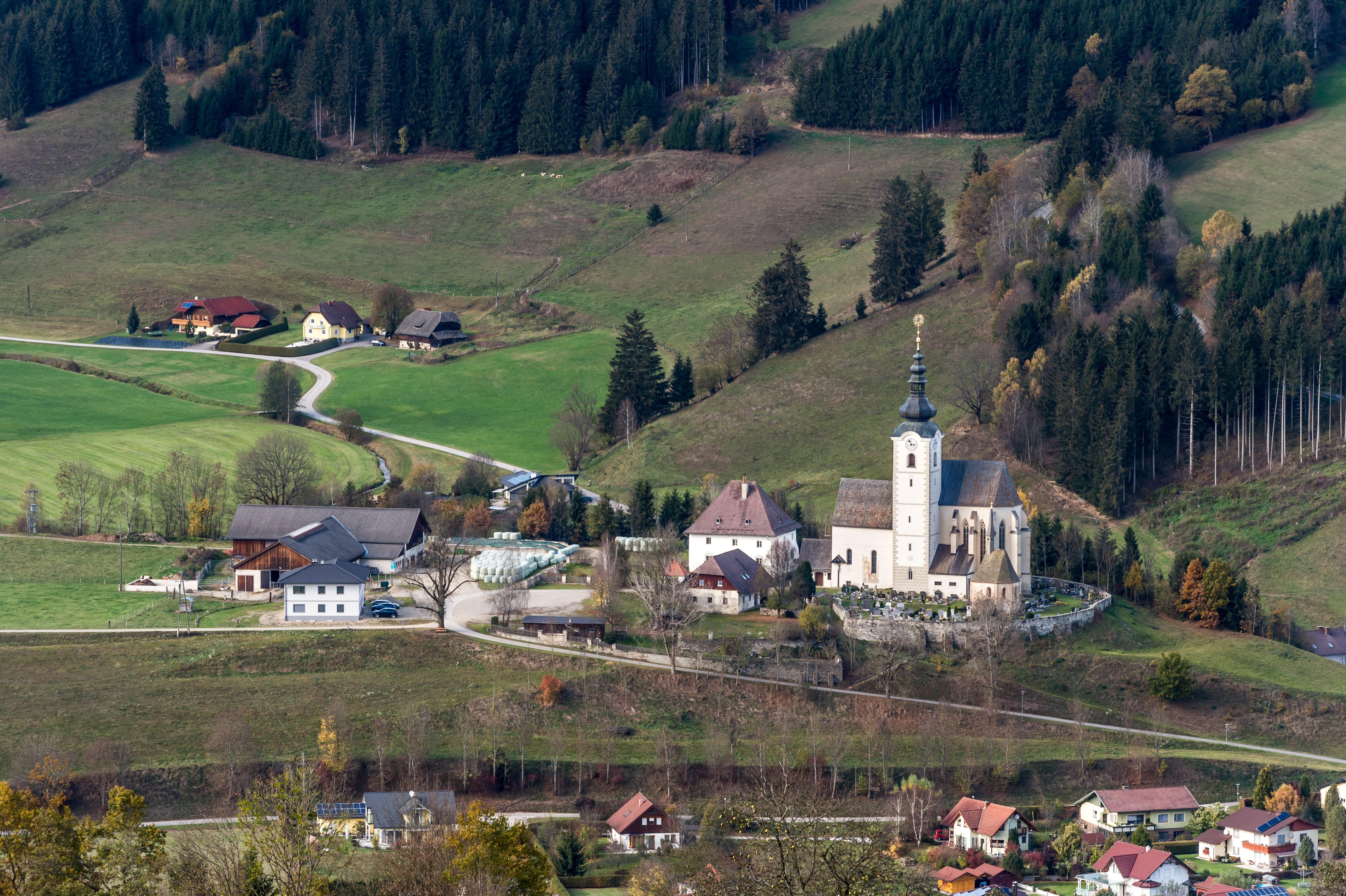
Lieding
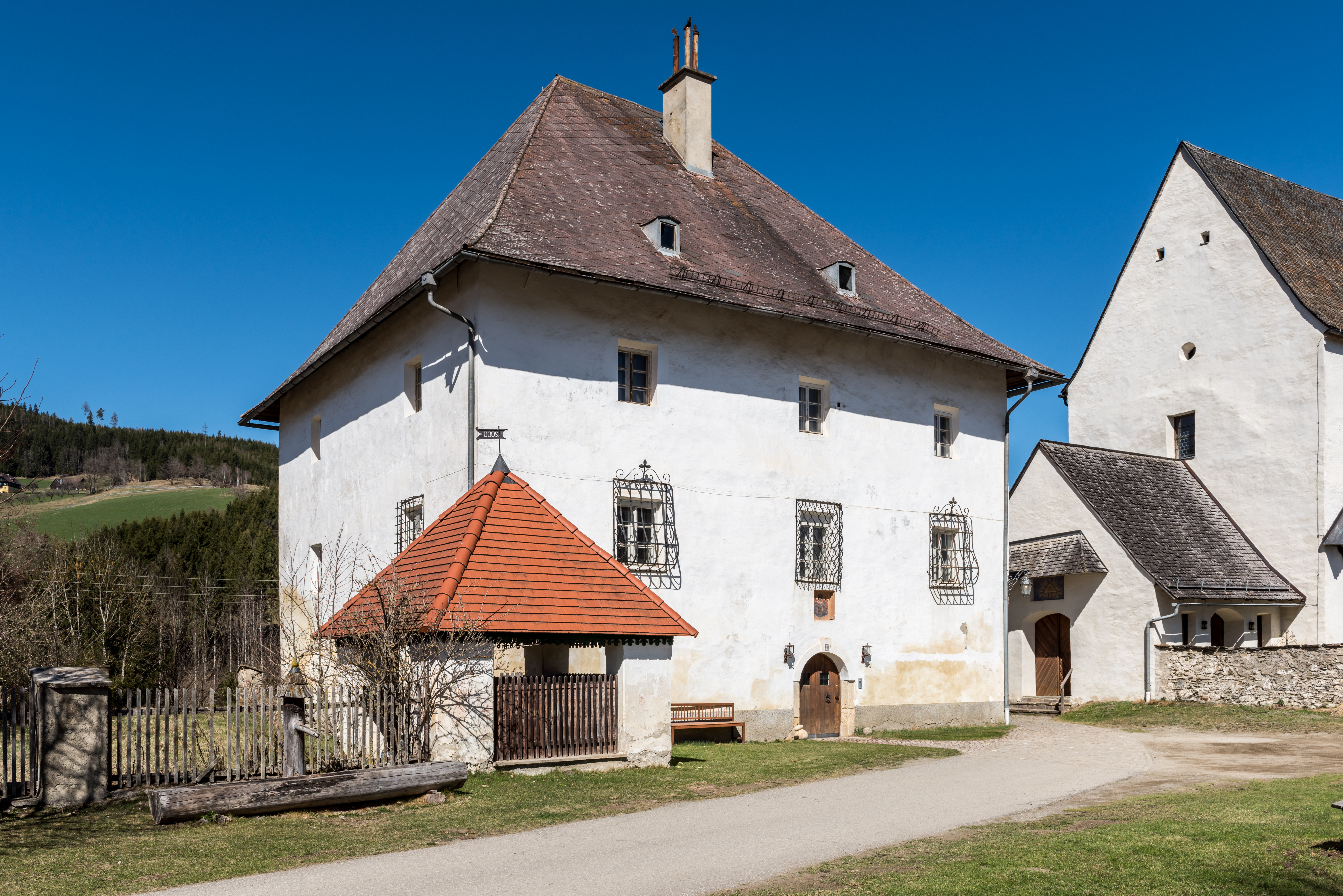
Pfarrhof
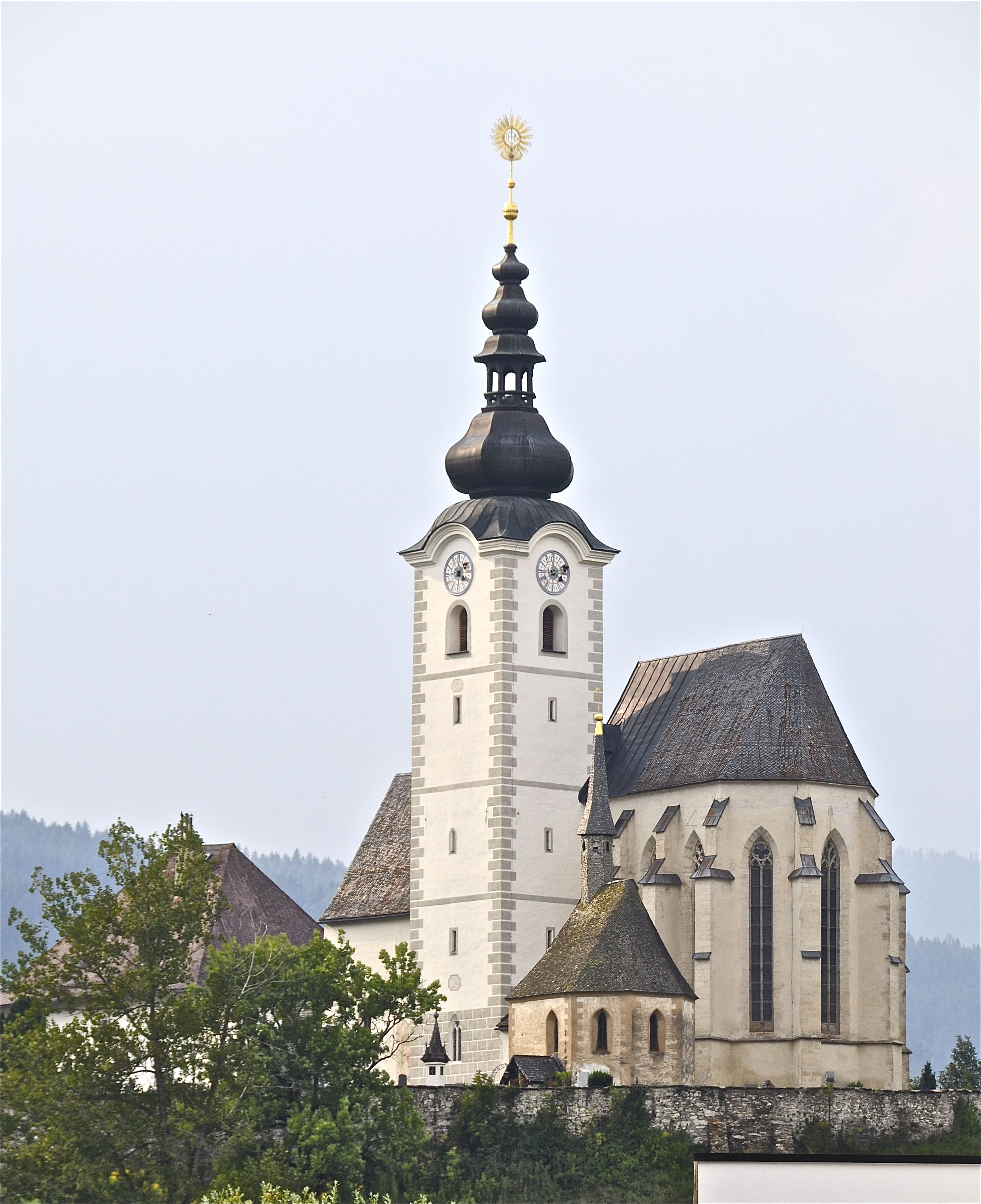
Pfarrkirche
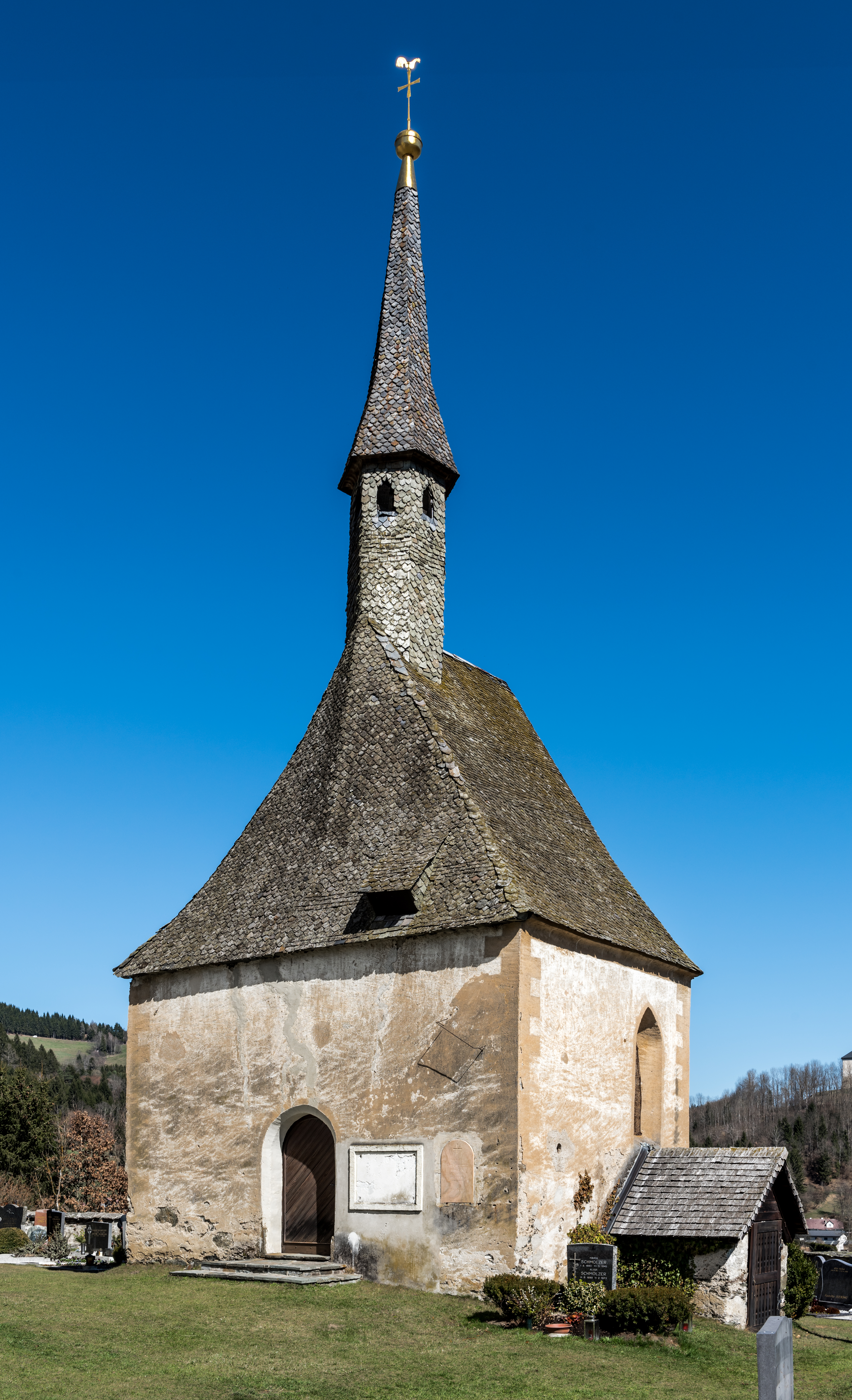
Karner